# Dent de Jaman
La dent de Jaman est un sommet des Préalpes vaudoises situé à 1 874 mètres d'altitude, à Montreux, dans le canton de Vaud, en Suisse.
Ses contours sont atypiques dans cette région préalpine. La forme générale de la dent de Jaman, de par ses falaises abruptes sur son versant occidental, présente l'aspect d'une canine géante vue depuis le lac Léman. Un sentier assez exposé permet d'atteindre relativement facilement son sommet  par le versant oriental. Des groupes de chamois peuplent ses coteaux.
Une crête part de la dent de Jaman, passe par le Merdasson et rejoint les rochers de Naye.
La dent de Jaman est en outre le symbole d'une troupe de scouts de Montreux, la « troupe de Jaman ».
En hiver, les skieurs bénéficient d'un téléski pour profiter d'une piste de 1,86 km de long faisant partie du domaine des Rochers de Naye.

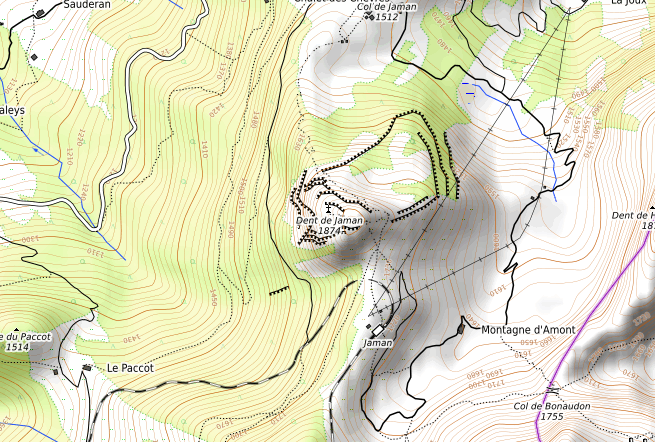
Carte topographique de la dent de Jaman.

## Accès

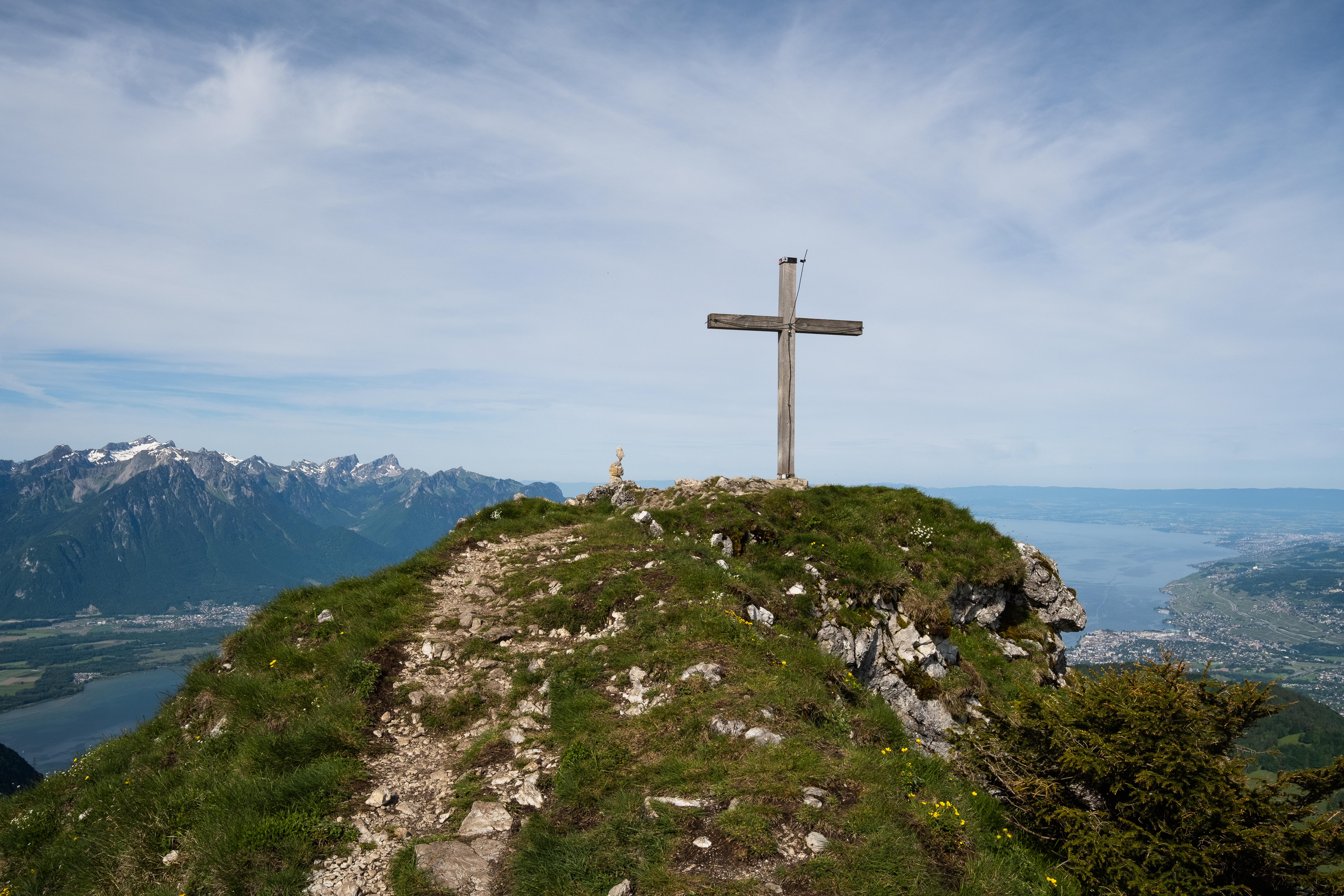
Sommet de la dent de Jaman.

On peut accéder au sommet de la dent de Jaman soit à pied, soit par le chemin de fer Montreux-Glion-Rochers de Naye, une ligne de chemin de fer longue de 10,36 km, à voie unique à crémaillère qui couvre en 55 minutes une dénivellation de 1 600 mètres et qui dessert aussi Glion et Caux. Il s'agit de la plus haute voie ferrée du canton. Il n'y a pas d'accès pour les automobiles au-delà de Caux.
Depuis la gare de Jaman, le sommet est accessible en une trentaine de minutes via un sentier de randonnée pédestre.